# Osvald Chlubna

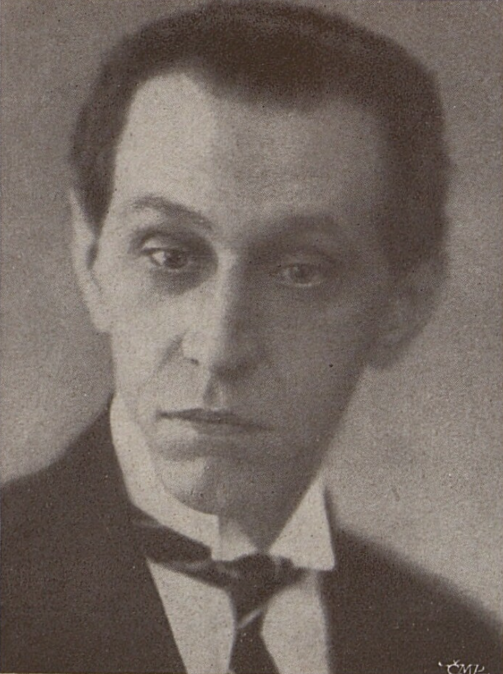
Osvald Chlubna, um 1927

Osvald Chlubna (auch: Oswald Chlubna; * 22. Juli 1893 in Brünn, Österreich-Ungarn; † 30. Oktober 1971 ebenda) war ein tschechischer Komponist.

## Leben
Der Schüler von Leoš Janáček unterrichtete zwischen 1919 und 1935 sowie von 1953 bis 1959 am Konservatorium von Brünn. 
Chlubna komponierte acht Opern, drei Sinfonien, sinfonische Dichtungen, ein Klavier- und ein Cellokonzert, kammermusikalische Werke, Chöre und Lieder. Er vollendete auch Janáčeks Opern Šárka und Aus einem Totenhaus sowie dessen Donau-Sinfonie.

## Opern
- Pomsta Catullova (Die Rache Catulls) nach Jaroslav Vrchlický, 1917
- Alladina a Palomid nach Maurice Maeterlinck, 1922
- Ňura, 1930
- Jak smrt přišla do světa (Wie der Tod in die Welt kam) (1936)
- Freje pána z Heslova (Der Freier von Heslov), 1940
- Jirí z Kunštátu a Podebrad (Georg von Kunstadt und Podebrad), 1942
- Kolébka (Die Wiege) nach Alois Jirásek, 1952
- Eupyros, 1962